# Herniaria olympica
Herniaria olympica är en nejlikväxtart som beskrevs av Claude Gay. Herniaria olympica ingår i släktet knytlingar, och familjen nejlikväxter. Inga underarter finns listade i Catalogue of Life.